# SN 2002is
SN 2002is – supernowa typu Ia odkryta 30 października 2002 roku w galaktyce A002315+0053. W momencie odkrycia miała maksymalną jasność 21,40m.